# Storia costituzionale turca
La storia costituzionale della Turchia abbraccia diversi secoli. Nel corso dei secoli, la Turchia ha avuto molte costituzioni che hanno caratterizzato l'istituzione stabile e duratura del suo status di stato-nazione, la sua democratizzazione e il suo riconoscimento nel diritto internazionale.
L'attuale costituzione turca è stata ratificata nel 1982.
La costituzione turca è stata ratificata nel 1921, rivista nel 1924, 1961, 1982 e, più recentemente, nel 2010 e nel 2017.

## Pietre miliari

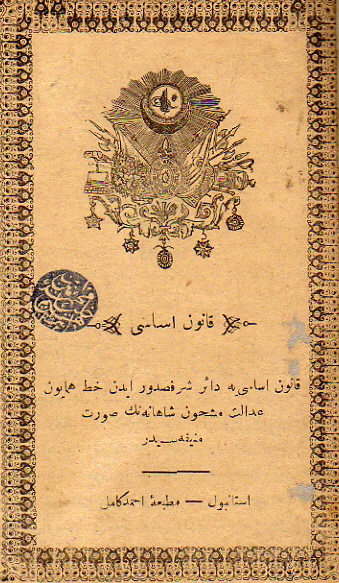
Costituzione ottomana del 1876

- 1808: Sened-i İttifak preparata da Alemdar Mustafa Pasha, nel periodo di Mahmud II è stato firmata il 29 settembre, tra i capi della Rumelia e dell'Anatolia e lo Stato ottomano per rendere l'autorità centrale dominante sulle province.
- 1839: Editto imperiale di riorganizzazione preparato da Mustafa Reşid Pascià il 3 novembre, durante il regno di Abdulmejid I.
- 1856: Editto di riforma ottomana del 1856 che ha integrato e rafforzato l'Editto imperiale di riorganizzazione.
- 1876: Costituzione ottomana del 1876, durante la prima era costituzionale dell'Impero ottomano (1876-1878).
- 1909: Revisioni alla costituzione del 1876, durante la seconda era costituzionale dell'Impero ottomano (1908-1920).
- 1921: Costituzione del 1921: prima costituzione della Repubblica di Turchia che ha introdotto un'unica camera legislativa, la Grande Assemblea Nazionale, per formare un sistema unicamerale.
- 1924: Costituzione riveduta del 1924.
- 1961: Costituzione del 1961 che ha introdotto una camera alta di legislazione, il Senato, per formare un sistema bicamerale.
- 1982: Costituzione del 1982 che ha abolito il Senato, ritornando a un sistema unicamerale.
- 2017: Revisioni alla costituzione del 1982 che hanno introdotto un sistema presidenziale e abolito la carica di Primo Ministro.